# When Worlds Collide (romance)
When Worlds Collide é um romance de ficção científica de 1933 coescrito por Edwin Balmer e Philip Wylie, eles também escreveram a sequência After Worlds Collide (1934). A obra foi publicada pela primeira vez como um seriado mensal em seis partes (de setembro de 1932 a fevereiro de 1933) na revista Blue Book, ilustrado por Joseph Franké.
Uma colisão entre um planeta errante (ou qualquer outro objeto de massa planetária) e a Terra é muito improvável (mas possivelmente já aconteceu: veja a hipótese do grande impacto que teria levado à formação da Lua); por outro lado, uma colisão com um grande asteroide próximo à Terra é muito mais frequente.

## Sinopse
Sven Bronson, um astrônomo sueco trabalhando em um observatório na África do Sul, descobre um par de planetas errantes, Bronson Alpha e Bronson Beta, que em breve entrarão no Sistema Solar. Em oito meses, eles passarão perto o suficiente para que forças gravitacionais causem danos catastróficos à Terra. Dezesseis meses depois, após darem uma volta ao redor do Sol, Bronson Alpha (um gigante gasoso) retornará para pulverizar a Terra e então partir. Bronson Beta (descoberto como semelhante à Terra e potencialmente habitável) poderá permanecer e assumir uma órbita estável.
Cientistas liderados pelo americano Cole Hendron trabalham desesperadamente para construir um foguete atômico capaz de transportar um número suficiente de pessoas, animais e equipamentos até Bronson Beta, a fim de salvar a humanidade da extinção. Diversos outros países fazem o mesmo. Os Estados Unidos evacuam as regiões costeiras em preparação para o primeiro encontro. À medida que os planetas se aproximam, observadores veem através de telescópios cidades em Bronson Beta. Ondas gigantes de até 230 metros de altura varrem o interior, erupções vulcânicas e terremotos aumentam o número de mortos, e o clima enlouquece por mais de dois dias. Bronson Alpha roça e destrói a Lua.
Três homens recebem permissão de Hendron para pegar um hidroavião e verificar as condições pelos Estados Unidos, além de se encontrarem com o Presidente em Hutchinson, Kansas, capital temporária do país. Os três ficam feridos ao enfrentarem uma multidão em sua última parada, mas conseguem retornar com uma amostra valiosa de um metal extremamente resistente ao calor, notado por um deles. Isso resolve o último obstáculo de engenharia: até então, não havia material capaz de suportar o calor do escape atômico.
Cinco meses antes do fim, multidões desesperadas atacam o acampamento, matando mais da metade do grupo de Hendron antes de serem derrotadas; os defensores usam o foguete, que paira e incinera os atacantes com seu escape mortal. Com o avanço na construção dos tubos, os sobreviventes conseguem montar uma segunda nave maior que pode levar todos os que restaram (em vez de apenas 100 das cerca de mil pessoas recrutadas por Hendron). As duas naves americanas decolam, mas perdem contato uma com a outra. Outras naves são vistas partindo da Europa; os tubos da nave francesa derretem, e ela cai. A nave americana original faz um pouso bem-sucedido, mas não se sabe se outros conseguiram o mesmo. Os sobreviventes descobrem que Bronson Beta é habitável. Também encontram uma estrada.
A sequência, After Worlds Collide, detalha o destino dos sobreviventes em Bronson Beta.

## Adaptações e influências
When Worlds Collide teve influências amplas no gênero de ficção científica. Os temas de um planeta se aproximando e ameaçando a Terra, e um herói atlético, sua namorada e um cientista viajando de foguete para um novo planeta, foram usados pelo escritor Alex Raymond em sua tira de jornal Flash Gordon, de 1934. O conto Born of the Sun, de Jack Williamson, também de 1934, utilizou o conceito de um cientista e sua noiva escapando da destruição da Terra em uma "arca espacial" construída às pressas. A tira de jornal Speed Spaulding, de 1940–1941, uma adaptação creditada aos autores do romance, foi baseada de forma mais direta na obra original. Os temas de fuga de um planeta condenado para outro habitável também aparecem em Superman, de Jerry Siegel e Joe Shuster, de 1938.
O romance foi adaptado para o cinema em 1951 no filme When Worlds Collide, produzido por George Pal e dirigido por Rudolph Maté, que por sua vez foi adaptado para quadrinhos por George Evans na revista Motion Picture Comics nº 110 (Fawcett Comics, maio de 1952).
Em 2012, o compositor britânico Nigel Clarke escreveu uma obra em grande escala para banda de metais inspirada no filme, também intitulada When Worlds Collide.